# (38467) 1999 TW33
1999 TW33 (asteroide 38467) é um asteroide da cintura principal. Possui uma excentricidade de 0.14491060 e uma inclinação de 4.67119º.
Este asteroide foi descoberto no dia 4 de outubro de 1999 por LINEAR em Socorro.